# Elateropsis trimarginatus
Elateropsis trimarginatus là một loài bọ cánh cứng trong họ Cerambycidae.